# Brasenia schreberi
Brasenia schreberi J.F.Gmel. è una pianta appartenente alla famiglia delle Cabombaceae, unica specie del genere Brasenia Schreb.. È ampiamente distribuita nel Nord America, nelle Indie Occidentali, nel nord del Sud America (Venezuela, Guyana), nell'Asia orientale (Cina, Giappone, Corea, Territorio del Litorale), in Australia, nel subcontinente indiano e in alcune parti dell'Africa.

## Descrizione

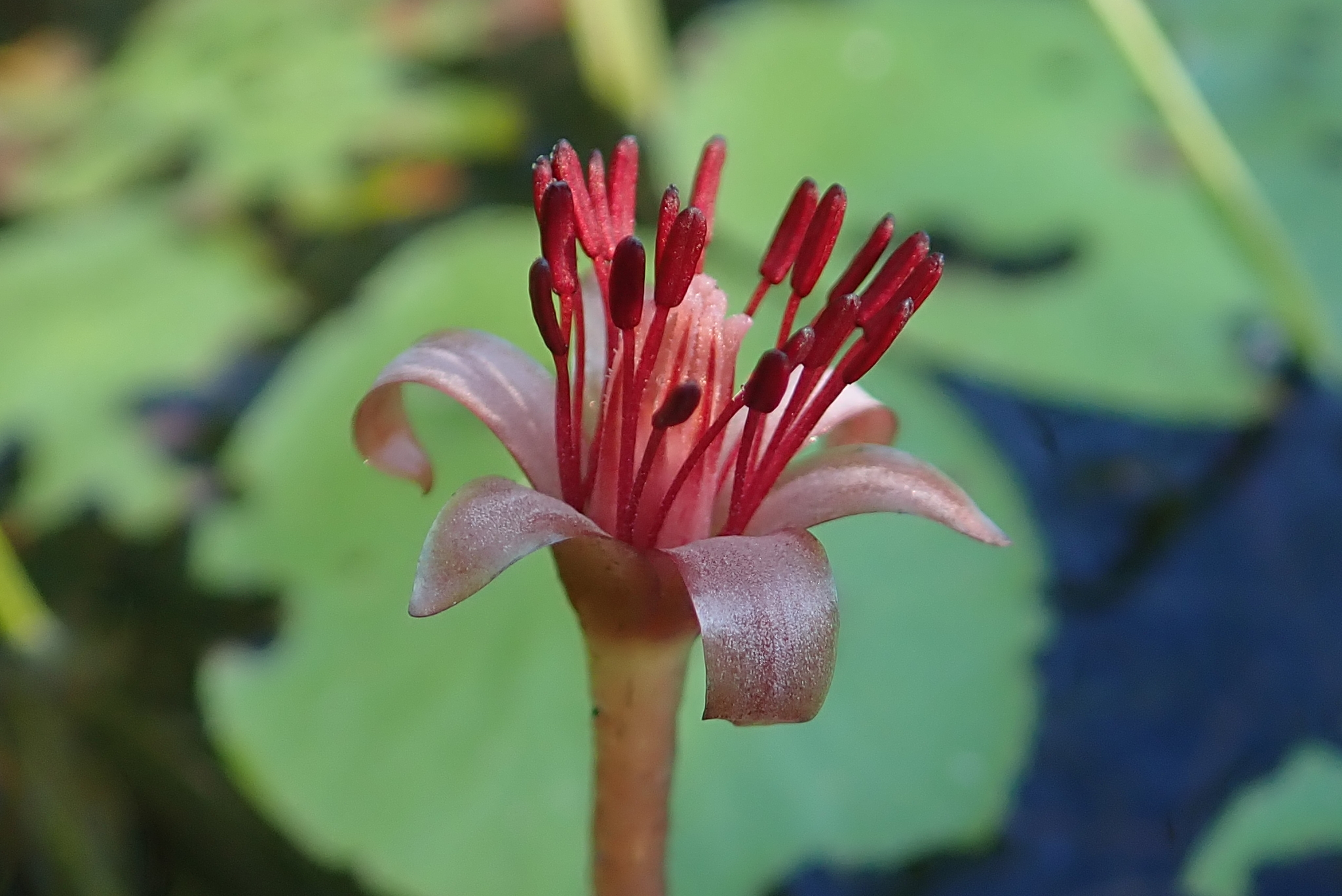
Fiore di B. schreberi

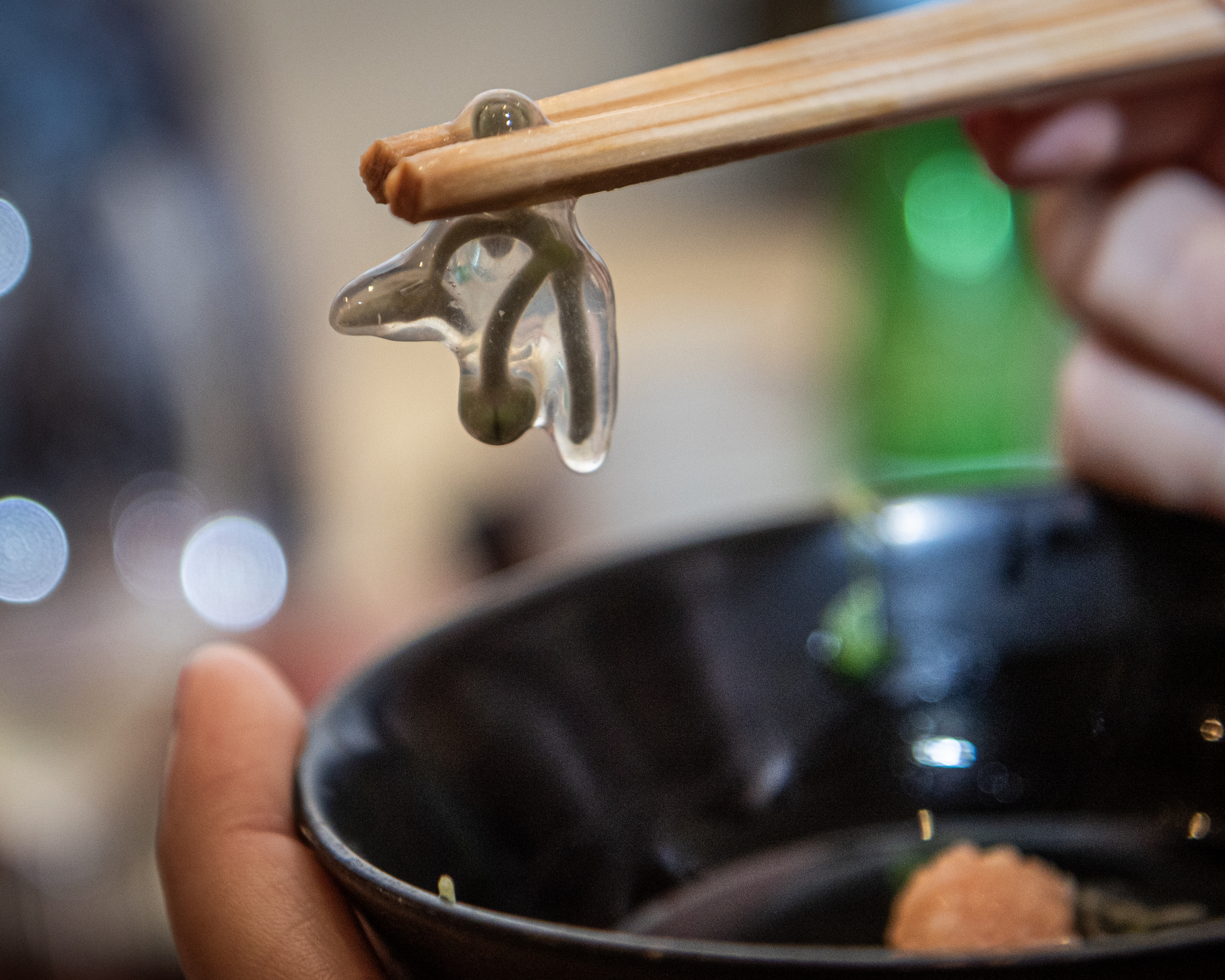
B. schreberi ricoperta di mucillagine

B. schreberi è una pianta acquatica perenne con foglie galleggianti e peltate e steli rizomatosi. È riconoscibile dalle sue foglie di colore verde brillante, dai piccoli fiori viola che sbocciano da giugno a settembre e da una densa mucillagine che ricopre tutti gli organi subacquei, tra cui la parte inferiore delle foglie, gli steli e le gemme in via di sviluppo. Questa mucillagine potrebbe essere un tratto di difesa anti-erbivori, forse per scoraggiare il brucamento delle lumache. Cresce nelle acque poco profonde dei laghi, dei fiumi e degli stagni dei castori, in particolare quelli con acqua piuttosto acida.
B. schreberi presenta un'impollinazione anemofila. I fiori hanno un periodo di fioritura di due giorni. Il primo giorno, il fiore funzionalmente femminile, o pistillo, si estende sopra la superficie dell'acqua ed espone gli stigmi ricettivi. Il fiore poi scompare sotto la superficie dell'acqua e il giorno seguente riemerge come fiore funzionalmente maschile, con stami. Si eleva più in alto rispetto al giorno precedente e i filamenti portanti l'antera sono estesi oltre i carpelli femminili. Le antere si aprono, rilasciando il polline, e il fiore viene poi ritirato sott'acqua, dove si sviluppa il frutto.

## Distribuzione e habitat
B. schreberi è originaria di Africa, Asia temperata e subtropicale, Australia orientale, America e cresce principalmente in climi umidi.

## Usi

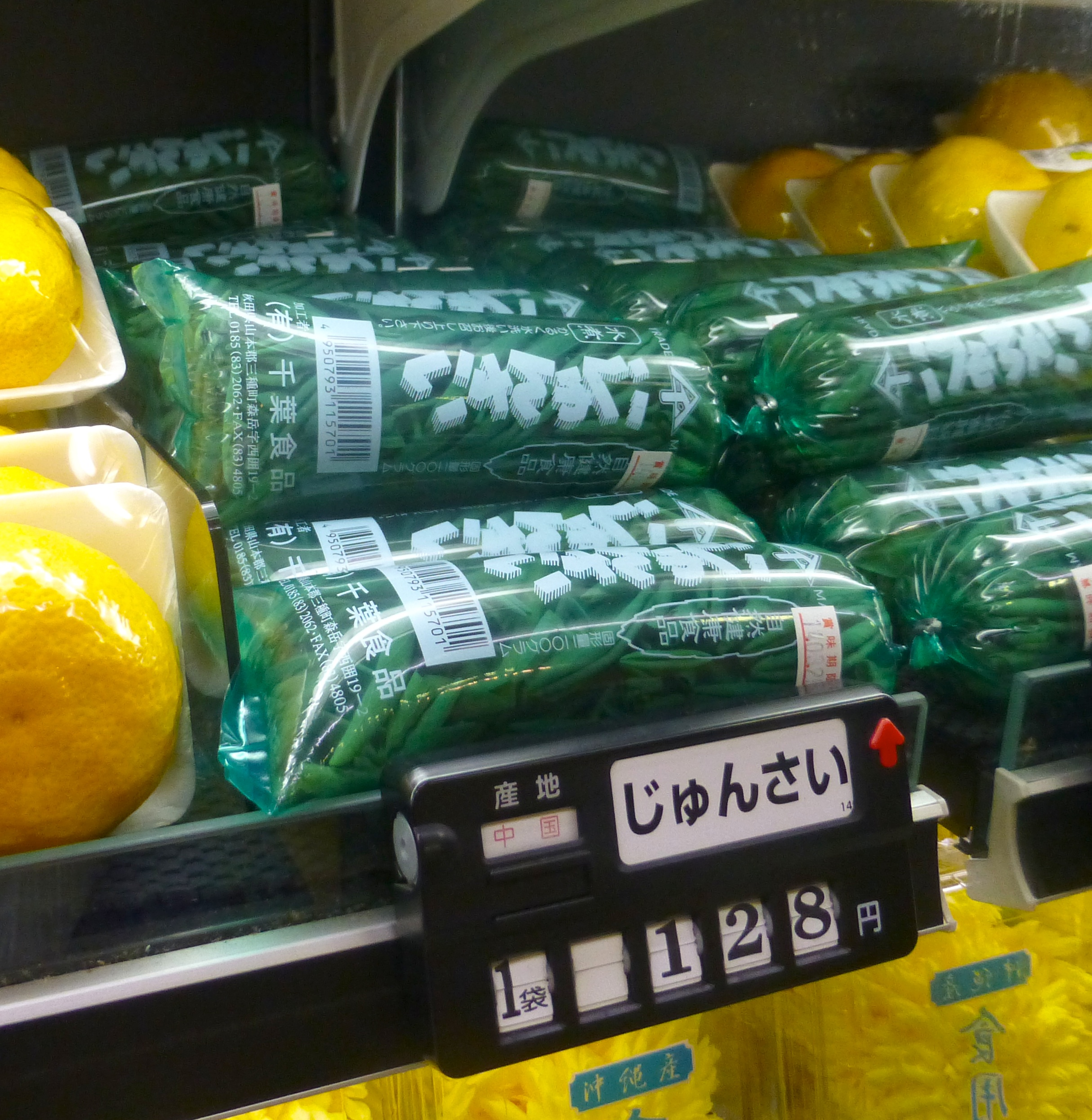
B. schreberi in vendita in Giappone

B. schreberi è coltivata come verdura in Giappone e Cina (dove è conosciuta come  莼菜, chúncài) e dove viene utilizzata a Hangzhou in una famosa specialità locale.
È stato scoperto che la mucillagine che B. schreberi produce ha proprietà anti-alghe e anti-batteriche che possono essere utili come controllo naturale delle piante infestanti.